# Italské regentství Carnaro
Italské regentství Carnaro (italsky Reggenza Italiana del Carnaro), známé také jako Impresa di Fiume, byl státní útvar ve městě Fiume (nyní Rijeka, Chorvatsko) v čele s Gabrielem d'Annunziem v letech 1919 až 1920.

## Impresa di Fiume
Během první světové války (1914–1918) uzavřela Itálie se Spojenci Londýnskou smlouvu (1915), v níž jí bylo přislíbeno celé rakouské přímoří, nikoli však město Fiume. Po válce, na pařížské mírové konferenci v roce 1919, bylo toto územní vymezení potvrzeno, přičemž Fiume (neboli Rijeka) zůstalo mimo italské hranice a bylo začleněno do Království Srbů, Chorvatů a Slovinců.
Gabriele D'Annunzio byl jako nacionalista rozhořčen tím a výsledek označil za kapitulaci italského města. Dne 12. září 1919 vedl vojsko, které čítalo asi 2 600 mužů, složené převážně z bývalých nebo sloužících příslušníků brigády Granatieri di Sardegna Královské italské armády a také z italských nacionalistů a iredentistů. Mnozí členové D'Annunziových jednotek byli údajně veterány z bitev na Soči.[zdroj?]
Podařilo se jim získat kontrolu nad městem a donutili spojenecké (americké, britské a francouzské) okupační síly ke stažení. Pochod D'Annunziových tzv. legionářů z Ronchi dei Legionari do Fiume se stal známým jako Impresa di Fiume.

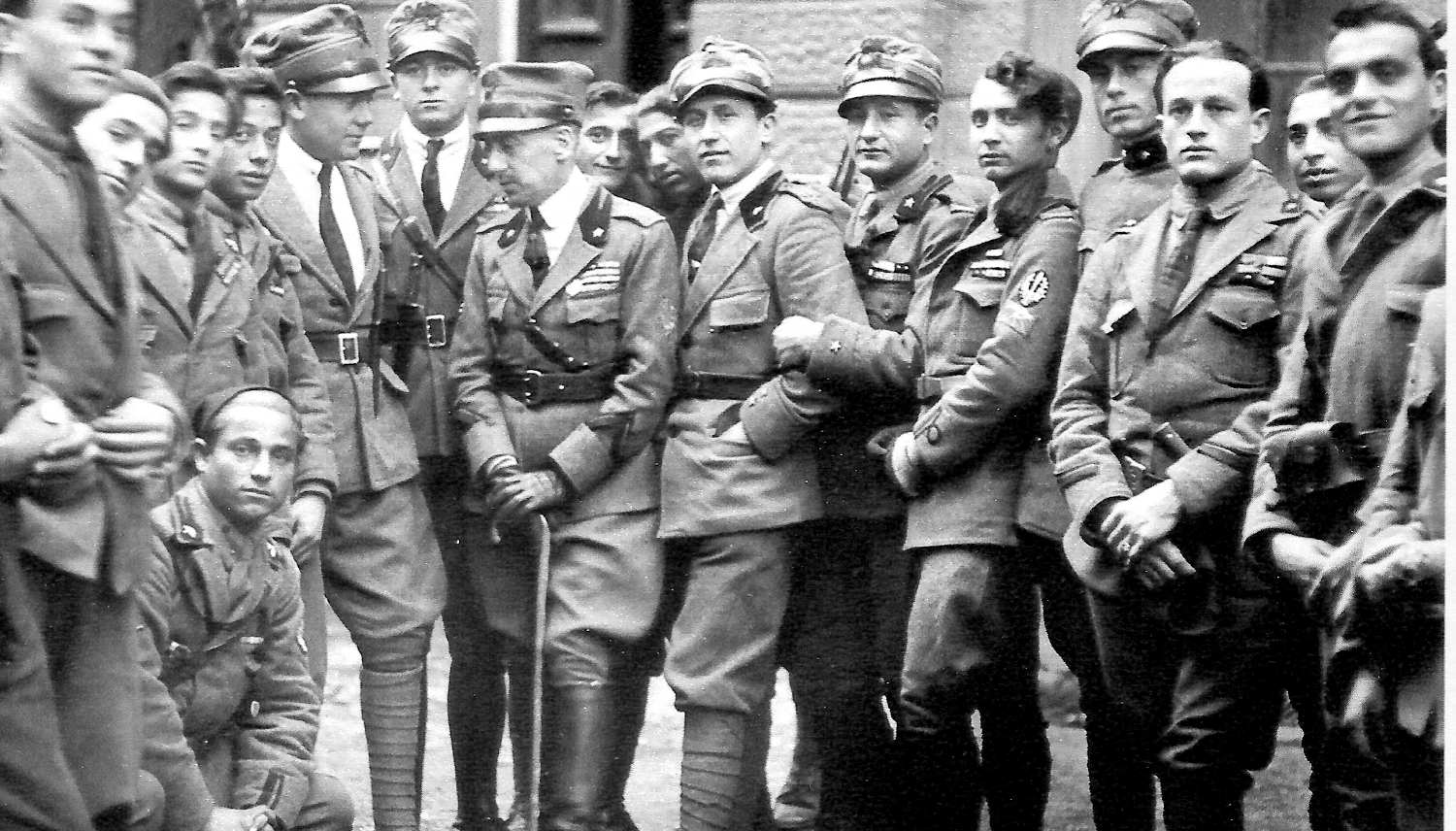
Gabriele d'Annunzio (uprostřed, s holí) a několik „legionářů“ – zde se jedná o bývalé příslušníky Arditů, úderných oddílů italské armády, ve Fiume v roce 1919. Napravo od D'Annunzia, naproti němu, se nachází poručík Arturo Avolio (velitel slavné čety Ardité z první světové války).

Téhož dne D'Annunzio oznámil připojení území k Italskému království. Etnicky italská část obyvatelstva ho nadšeně přivítala, proti čemuž se postavila italská vláda, která se pokusila na D'Annunzia tlačit, aby odstoupil. Vláda zahájila blokádu a požadovala, aby se spiklenci vzdali. Během svého pobytu ve Fiume v září 1919 Filippo Tommaso Marinetti pochválil vůdce impresa jako „dezertéry z předvoje“ (disertori in avanti).

## Modus vivendi
Dne 8. prosince navrhla italská vláda modus vivendi, v němž uznala přání Fiume připojit se k Itálii a slíbila, že „bude považovat za přijatelné pouze takové řešení, které bude v souladu s přáním Fiume“. Dne 11. a 12. prosince se D'Annunzio sešel s generálem Pietrem Badogliem, aby se pokusil získat další ústupky. Badoglio odmítl a D'Annunzio prohlásil, že modus vivendi předloží italské Národní radě Fiume. Národní rada návrh přijala 15. prosince.
Po rozhodnutí Národní rady D'Annunzio promluvil k pětitisícovému davu, který podněcoval k odmítnutí modu vivendi, a slíbil, že tuto otázku předloží plebiscitu. Plebiscit se konal 18. prosince a navzdory násilnostem a nesrovnalostem byly jeho výsledky v drtivé většině ve prospěch modu vivendi. D'Annunzio výsledky anuloval, vznesl obvinění k násilí při hlasování a oznámil, že konečné rozhodnutí učiní sám. Nakonec modus vivendi odmítl. Podle Michaela Ledeena učinil D'Annunzio toto rozhodnutí, protože nedůvěřoval italské vládě a pochyboval o její schopnosti dostát svým slibům.

## Regentství

Prapor Carnara

Dne 8. září 1920 vyhlásil D'Annunzio ve městě nezávislost státu s ústavou, která předznamenala některé prvky pozdějšího italského fašistického systému, a sám se stal diktátorem s titulem Comandante.
Název Carnaro byl odvozen od Kvarnerského zálivu (Golfo del Carnaro), ve kterém se město nachází. D'Annunzio regentství dočasně rozšířil, aby zahrnovalo i ostrov Krk.

## Ústava
Charta Carnarská (italsky Carta del Carnaro) byla ústavou, která spojovala myšlenky sorelovského národního syndikalismu, korporativismu a demokratické republiky. D'Annunzio je často považován za předchůdce ideálů a technik italského fašismu. Jeho vlastní explicitní politické ideály se objevily ve Fiume, když se podílel na sestavování charty se syndikalistou Alcestem De Ambrisem. De Ambris poskytl právní a politický rámec, k němuž D'Annunzio přidal své básnické schopnosti. Charta označuje hudbu za „náboženskou a společenskou instituci“.

### Korporace
Ústava zřídila korporativistický stát s devíti korporacemi, které reprezentovaly různá odvětví ekonomiky. Členství v nich bylo povinné. Symbolickou desátou korporací vymyslel D'Annunzio a reprezentovala „nadřazené jedince“ (např. básníky, „hrdiny“ a „nadlidi“). Vytvořené korporace byly následujících:
- průmysloví a zemědělští dělníci
- námořníci
- zaměstnavatelé
- průmysloví a zemědělští technici
- soukromí byrokraté a administrátoři
- učitelé a studenti
- právníci a lékaři
- státní úředníci
- pracovníci družstev

### Výkonná moc
Výkonná moc byla svěřena sedmi ministrům (rettori):
- zahraničních věcí
- ministerstvo financí
- školství
- policie a spravedlnost
- obrana
- veřejné hospodářství
- práce

### Zákonodárná moc
Zákonodárná moc byla svěřena dvoukomorovému sboru. Společná zasedání obou rad (Arengo del Carnaro) rozhodovala o smlouvách s cizími mocnostmi, změnách ústavy a jmenování diktátora v době výjimečného stavu.
- Rada nejlepších (Consiglio degli Ottimi): Tato rada, volená ve všeobecných volbách na 3 roky, s 1 radním na 1 000 obyvatel, odpovídala za legislativu týkající se občanského a trestního soudnictví, policie, ozbrojených sil, školství, intelektuálního života a vztahů mezi ústřední vládou a obcemi.
- Rada korporací (Consiglio dei Provvisori): Tato rada se skládala z 60 členů volených devíti korporacemi na dvouleté funkční období a odpovídala za zákony upravující podnikání a obchod, pracovní vztahy, veřejné služby, dopravu a obchodní lodní dopravu, cla a obchod, veřejné práce, lékařské a právnické profese.

### Soudní moc
Soudní moc byla svěřena následujícím soudům:
- nejvyšší soud (Corte della Ragione, „soud rozumu“)
- obecní soudy (Buoni Uomini, „Dobří lidé“)
- pracovní soud (Giudici del Lavoro, „soudci pracovního práva“)
- občanský soud (Giudici Togati, „soudci v rouchu“)
- trestní soud (Giudici del Maleficio, kde maleficio je literární tvar pro „provinění“, ale může také znamenat „prokletí“)

### Odraz v době
Benito Mussolini byl ovlivněn některými částmi ústavy a celkově D'Annunziovým stylem vedení. D'Annunzio byl označován za Jana Křtitele italského fašismu, protože prakticky celý rituál D'Annunzio vymyslel během své okupace a vedení. Patřil k nim balkónový proslov, římský pozdrav, výkřiky „Eia, eia, eia! Alala!“ převzaté z Achillova výkřiku v Iliadě, dramatický a rétorický dialog s davem a používání náboženských symbolů v novém světském prostředí. Patřil sem také jeho způsob vlády: ekonomika korporativního státu, jevištní triky, velké emotivní nacionalistické veřejné rituály a stoupenci v černých košilích, Ardité, s disciplinovanými, bestiálními reakcemi a siláckým potlačováním nesouhlasu. Dokonce se o něm říkalo, že je původcem praxe násilného dávkování velkého množství ricinového oleje, velmi účinného projímadla, které mělo oponenty ponížit, zneškodnit nebo zabít. Tato praxe se stala běžným nástrojem Mussoliniho černých košil.

## Zánik
Schválením Rapallské smlouvy 12. listopadu 1920 se Fiume stalo nezávislým státem, Svobodným státem Fiume.
D'Annunzio Rapallskou smlouvu ignoroval a vyhlásil válku samotné Itálii. Dne 24. prosince 1920 zahájila Královská italská armáda pod vedením generála Enrica Caviglii plnohodnotný útok na Fiume: po několika hodinách intenzivních bojů bylo na Štědrý den vyhlášeno příměří. Válka byla následně obnovena 26. prosince. Jelikož se D'Annunziovi legionáři odmítali vzdát a kladli útoku silný odpor pomocí kulometů a granátů, italské dreadnoughty Andrea Doria a Duilio zahájily palbu na Fiume a tři dny město bombardovaly. D'Annunzio 28. prosince rezignoval a 30. prosince 1920 regentství kapitulovalo a bylo obsazeno italskými jednotkami.
Svobodný stát Fiume oficiálně existoval až do roku 1924, kdy bylo Fiume formálně připojeno k Italskému království podle podmínek Římské smlouvy. Administrativní jednotka se nazývala provincie Fiume.